# Velká Bystřice
Velká Bystřice település Csehországban, a Olomouci járásban. Velká Bystřice Olomouc, Bukovany, Bystrovany, Velký Týnec, Přáslavice, Mrsklesy, Svésedlice és Hlubočky településekkel határos. Lakosainak száma 3694 fő (2024. január 1.).

## Népesség
A település lakosságának változását az alábbi diagram mutatja:
| Lakosok száma | 1908 | 2545 | 2758 | 2701 | 2783 | 3053 | 3248 | 3384 | 3470 | 3694 |
|               | 1869 | 1900 | 1921 | 1961 | 1980 | 2011 | 2016 | 2019 | 2021 | 2024 |